# Henri Hermans
Henri Hermans, né le 3 mars 1919, à Molenbeek-Saint-Jean, en Belgique, est un joueur belge de basket-ball.